# Slaharwotan
Slaharwotan is een bestuurslaag in het regentschap Lamongan van de provincie Oost-Java, Indonesië. Slaharwotan telt 3215 inwoners (volkstelling 2010).